# Рери (сын Сиги)
Рери — в скандинавской мифологии — сын и наследник Сиги, мстящий за его смерть. Он правит в Гунналанде и становится могущественным правителем. Сыном Рерира был Вёльсунг .
Рери и его жена не могли иметь детей, пока богиня Фригг, жена Одина, не послала им великаншу по имени Хлёд в образе вороны, чтобы доставить паре яблоко плодородия. Вскоре после этого жена Рери беременеет. Однако Рери умирает от болезни уже после зачатия. Его жена оставалась беременной в течение шести лет, пока не поняла, что умирает, и не приказала родить ребёнка путем кесарева сечения, операции, которая в те дни стоила жизни матери. Когда родился ребёнок, он уже был взрослым и поцеловал свою мать перед тем, как она умерла. Этого ребёнка назвали Вёльсунгом.
Гора Рерир — место в вымышленном мире Средиземья.